# Colt Commander
Colt Commander самозарядний пістолет одинарної дії з магазинним живленням та автоматикою, яка заснована на віддачі стволу на основі конструкції пістолета Джона Браунінга M1911. Він став першим серійним пістолетом з рамою з алюмінієвого сплаву, а також став першим пістолетом Кольта під набій 9 мм Parabellum.
Кольт зробив кілька варіантів пістолета Commander і пропонував їх під набої .45 ACP та .38 Super. Далі були інші варіанти з різним ступенем заводської обробки та матеріалів.

## Історія
Пістолет, який врешті отримав назву Colt Commander був кандидатом компанії Colt's Manufacturing Company на урядові післявоєнні випробування щоб знайти легшу заміну пістолету M1911 у якості службового. В 1949 році було видано вимоги на пістолет під набій 9 мм Parabellum який не повинен перевищувати в довжину 7 дюймів або вагою не більшою 25 унцій.
Серед кандидатів були варіанти Browning Hi-Power від канадської компанії Inglis та від бельгійської компанії Fabrique Nationale, а також Smith & Wesson's S&W Model 39. Кольт представив модифіковану версію свого пістолета M1911 під набій 9 мм Parabellum. Пістолет мав раму алюмінієвого сплаву, ствол довжиною 4.25 дюйми та магазин на 9 набоїв. В 1950 році Кольт почав серійно випускати даний пістолет. Це був перший серійний пістолет на великій рамі з алюмінієвого сплаву і першим пістолетом Кольта спочатку розроблений під набій 9 мм Parabellum. В перші роки виробництва випускали пістолети під набої 45 ACP та 38 Super.
В 1970 році Кольт представив "Colt Combat Commander" на сталевій рамі, з опціональною нікельованою фінішною обробкою Satin Nickel. Щоб відрізняти дві моделі, модель на алюмінієвій рамі отримала назву "Lightweight Commander".

### Варіанти
Пістолет .45 ACP "Colt Commander Gold Cup" було розроблено для участі в змаганнях National Match. Він поставлявся з одним 8-зарядним магазином плюс з окремою поворотною пружиною та одним 7-зарядним магазином для набоїв з кулями wadcutter.
Пістолет "Colt Combat Elite" був призначений для спортсменів які спеціалізувалися у стрільбі в бойовому стилі. Модель .45 ACP поставлялася з двома 8-зарядними магазинами, модель .38 Super мала два 9-зарядних магазини.
Пістолет "C.C.O." або "Concealed Carry Officer's" поєднував затворну раму та ствол з неіржавної сталі пістолета Commander з короткою рамою вороненого пістолета Lightweight Officer's ACP.

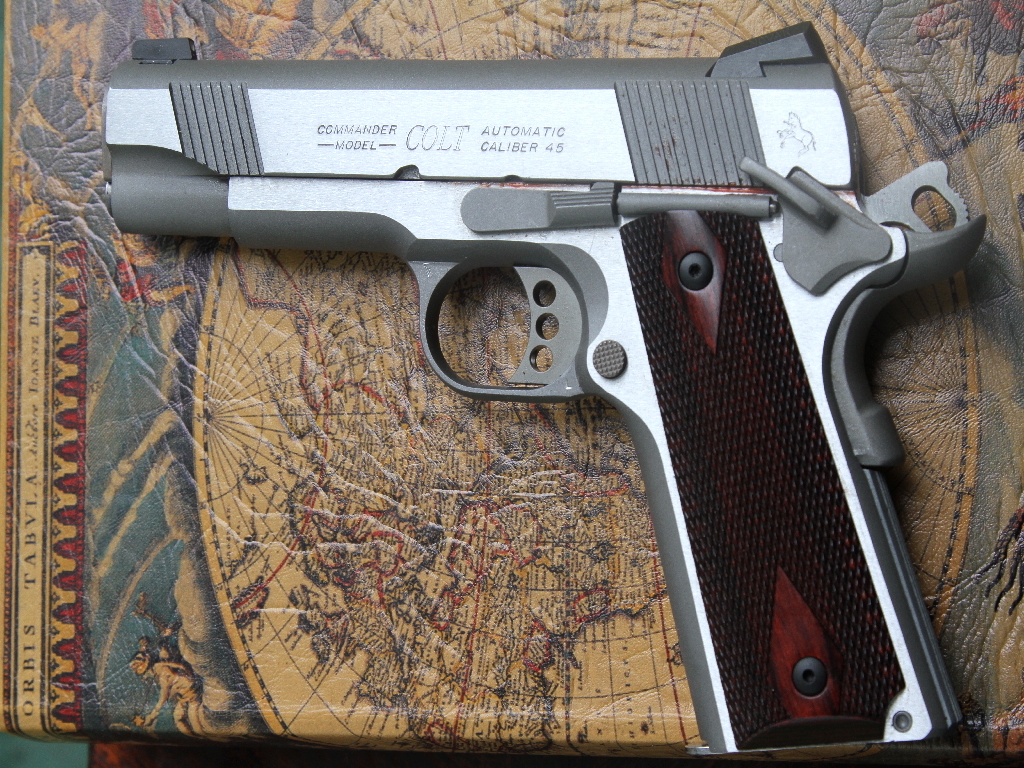
XSE варіант Colt Combat Commander

На початку 1970-х років була випущена лімітована партія Colt Commander під набій 7.65 мм Luger.